# Broderick Dyke
Broderick Dyke (* 31. Dezember 1960 in Gumeracha, South Australia) ist ein ehemaliger australischer Tennisspieler.

## Leben
Dyke stand 1977 im Finale der Einzel- und der Doppelkonkurrenz des Juniorenturniers der Australian Open. Er besuchte die Wichita State University in Kansas.
1982 wurde er Tennisprofi und stand im selben Jahr zusammen mit Wayne Hampson im Finale der ATP-Turniere von Adelaide und Melbourne. Im folgenden Jahr stand er in Auckland erstmals in einem Viertelfinale im Einzel. Zudem stand er zwei weitere Male in einem Doppelfinale. 1984 gelangen ihm an der Seite seines Landsmanns Wally Masur gleich drei Doppeltitel auf der ATP Tour. Im Jahr darauf war er erneut erfolgreich mit Masur unterwegs, bei den drei gemeinsam erreichten Finalbegegnungen gingen sie jedoch jeweils als Verlierer vom Platz. 1986 gewannen sie ihren vierten gemeinsamen Titel. Dies war auch sein erfolgreichstes Jahr im Einzel. Er erreichte bei zwei aufeinander folgenden Turnieren jeweils das Finale. In Metz unterlag er dem Lokalmatador Thierry Tulasne, in Brüssel verlor er das Finale gegen Mats Wilander, nachdem er zuvor über Boris Becker und Miloslav Mečíř triumphiert hatte. 1987 gewann er den Titel beim Challenger-Turnier von Jakarta sowie den Doppeltitel von Tokio an der Seite von Tom Nijssen. Im August 1988 hatte er eine Schulteroperation und musste mehrere Monate pausieren. Sein bestes Einzelresultat bei einem Grand-Slam-Turnier war die Drittrundenteilnahme bei den Australian Open 1985. In der Doppelkonkurrenz erreichte er im selben Jahr das Halbfinale der French Open, bei den Australian Open stand er drei Mal im Viertelfinale.
Im Laufe seiner Karriere gewann Dyke acht Doppeltitel, weitere 14 Mal stand er in einem Finale. Seine höchste Notierung in der Tennisweltrangliste erreichte er 1986 mit Position 35 im Einzel sowie 1984 mit Position 23 im Doppel.

## Erfolge
| Legende                           |
| Grand Slam                        |
| Tennis Masters Cup                |
| ATP Masters Series                |
| ATP International Series Gold (1) |
| ATP International Series (7)      |
| ATP Challenger Series (5)         |

| ATP-Titel nach Belag |
| Hartplatz (3)        |
| Sand (0)             |
| Rasen (2)            |
| Teppich (3)          |

### Einzel

#### Turniersiege
| Nr. | Datum            | Turnier | Belag     | Finalgegner     | Ergebnis        |
| --- | ---------------- | ------- | --------- | --------------- | --------------- |
| 1.  | 8. November 1987 | Jakarta | Hartplatz | Paul Chamberlin | 6:3, 2:0 aufgg. |

#### Finalteilnahmen
| Nr. | Datum         | Turnier | Belag       | Finalgegner     | Ergebnis |
| --- | ------------- | ------- | ----------- | --------------- | -------- |
| 1.  | 16. März 1986 | Metz    | Teppich (i) | Thierry Tulasne | 4:6, 3:6 |
| 2.  | 23. März 1986 | Brüssel | Teppich (i) | Mats Wilander   | 2:6, 3:6 |

### Doppel

#### Turniersiege

##### ATP Tour
| Nr. | Datum             | Turnier       | Belag         | Partner        | Finalgegner                         | Ergebnis      |
| --- | ----------------- | ------------- | ------------- | -------------- | ----------------------------------- | ------------- |
| 1.  | 1. Januar 1984    | Melbourne (1) | Teppich (i)   | Wally Masur    | John McCurdy Peter Johnston         | 6:2, 6:3      |
| 2.  | 23. Dezember 1984 | Adelaide      | Rasen         | Wally Masur    | Peter Doohan Brian Levine           | 4:6, 7:5, 6:1 |
| 3.  | 21. Oktober 1984  | Melbourne (2) | Rasen         | Wally Masur    | Mike Bauer Scott McCain             | 7:6, 3:6, 7:6 |
| 4.  | 12. Januar 1986   | Auckland      | Hartplatz     | Wally Masur    | Karl Richter Rick Rudeen            | 6:3, 6:4      |
| 5.  | 25. Oktober 1987  | Tokio         | Teppich (i)   | Tom Nijssen    | Sammy Giammalva Jim Grabb           | 6:3, 6:2      |
| 6.  | 14. Februar 1988  | Lyon          | Teppich (i)   | Brad Drewett   | Michael Mortensen Blaine Willenborg | 3:6, 6:3, 6:4 |
| 7.  | 23. Juli 1989     | Schenectady   | Hartplatz     | Scott Davis    | Brad Pearce Byron Talbot            | 2:6, 6:4, 6:4 |
| 8.  | 7. Oktober 1990   | Sydney        | Hartplatz (i) | Peter Lundgren | Stefan Edberg Ivan Lendl            | 6:2, 6:4      |

##### Challenger Tour
| Nr. | Datum           | Turnier  | Belag     | Partner           | Finalgegner                   | Ergebnis |
| --- | --------------- | -------- | --------- | ----------------- | ----------------------------- | -------- |
| 1.  | 6. März 1983    | Kairo    | Sand      | Rod Frawley       | Brad Drewett John Feaver      | 6:3, 6:2 |
| 2.  | 8. Januar 1984  | Perth    | Rasen     | John Van Nostrand | Peter Carter Mark Hartnett    | 6:2, 6:3 |
| 3.  | 20. August 1989 | Singapur | Hartplatz | Andrew Castle     | Steve DeVries Paul Wekesa     | 7:6, 6:3 |
| 4.  | 3. Mai 1992     | Taipeh   | Hartplatz | Peter Lundgren    | Neil Borwick Andrew Kratzmann | 7:6, 7:5 |

#### Finalteilnahmen
| Nr. | Datum             | Turnier      | Belag         | Partner         | Finalgegner                      | Ergebnis      |
| --- | ----------------- | ------------ | ------------- | --------------- | -------------------------------- | ------------- |
| 1.  | 26. Dezember 1982 | Adelaide (1) | Rasen         | Wayne Hampson   | Pat Cash Chris Johnstone         | 3:6, 7:6, 6:7 |
| 2.  | 2. Januar 1983    | Melbourne    | Rasen         | Wayne Hampson   | Eddie Edwards Jonathan Smith     | 6:7, 3:6      |
| 3.  | 18. Dezember 1983 | Sydney (1)   | Rasen         | Rod Frawley     | Mike Bauer Pat Cash              | 6:7, 4:6      |
| 4.  | 25. Dezember 1983 | Adelaide (2) | Rasen         | Rod Frawley     | Craig A. Miller Eric Sherbeck    | 3:6, 6:4, 4:6 |
| 5.  | 29. Juli 1984     | Hilversum    | Sand          | Michael Fancutt | Anders Järryd Tomáš Šmíd         | 4:6, 7:5, 6:7 |
| 6.  | 7. Oktober 1984   | Brisbane (1) | Teppich (i)   | Wally Masur     | Francisco González Matt Mitchell | 7:6, 2:6, 5:7 |
| 7.  | 13. Januar 1985   | Auckland     | Hartplatz     | Wally Masur     | John Fitzgerald Chris Lewis      | 6:7, 2:6      |
| 8.  | 31. März 1985     | Mailand      | Teppich (i)   | Wally Masur     | Heinz Günthardt Anders Järryd    | 2:6, 1:6      |
| 9.  | 15. Dezember 1985 | Sydney (2)   | Rasen         | Wally Masur     | David Dowlen Nduka Odizor        | 4:6, 6:7      |
| 10. | 11. Mai 1986      | München      | Sand          | Wally Masur     | Sergio Casal Emilio Sánchez      | 3:6, 6:4, 4:6 |
| 11. | 11. Oktober 1987  | Brisbane (2) | Hartplatz (i) | Wally Masur     | Kelly Evernden Matt Anger        | 6:7, 2:6      |
| 12. | 3. Januar 1988    | Wellington   | Hartplatz     | Glenn Michibata | Dan Goldie Rick Leach            | 2:6, 3:6      |
| 13. | 8. Oktober 1989   | Brisbane (3) | Hartplatz     | Simon Youl      | Darren Cahill Mark Kratzmann     | 4:6, 7:5, 0:6 |
| 14. | 29. Juli 1990     | Toronto      | Hartplatz     | Peter Lundgren  | Paul Annacone David Wheaton      | 1:6, 6:7      |